# Kamenec
Kamenec este o arie protejată (arie specială de conservare — SAC, sit de importanță comunitară — SCI) din Republica Cehă întinsă pe o suprafață de 9,98 ha, integral pe uscat.

## Localizare
Centrul sitului Kamenec este situat la coordonatele 49°52′38″N 13°35′47″E / 49.877222°N 13.596389°E.

## Înființare
Situl Kamenec a fost declarat sit de importanță comunitară în aprilie 2005 pentru a proteja 2 specii de animale. Situl a fost protejat și ca arie specială de conservare în octombrie 2017.

## Biodiversitate
Situată în ecoregiunea continentală, aria protejată nu include niciun habitat protejat.
La baza desemnării sitului se află mai multe specii protejate de  nevertebrate (2): Phengaris nausithous, Phengaris teleius.